# 列寧傳
《列寧傳》（英語：Lenin: A Biography）是關於馬克思主義理論家暨革命家弗拉基米爾·伊里奇·列寧的傳記，由英國歷史學者羅伯特·約翰·瑟維斯撰寫，後者是牛津大學俄羅斯歷史教授。《列寧傳》最早在2000年由麥克米倫出版公司首次發表，後來則以其他語言再版。

## 外部連結
- Lenin and the ‘Radiant Future’ （页面存档备份，存于）
- Lenin: still waiting for a definitive biography （页面存档备份，存于）
- Lenin and his biographers （页面存档备份，存于）
- Service's Lenin: a disservice to history （页面存档备份，存于）